# رکورد راه‌انداز اصلی
رکورد راه‌انداز اصلی (به انگلیسی: Master Boot Record/MBR) اولین سکتور (به انگلیسی Sector) از دیسک سخت رایانه است که اطلاعات پارتیشن‌ها روی آن قرار دارد و فرآیند راه اندازی رایانه از روی آن آغاز می‌شود. یک نوع خاص از بخش راه اندازی در ابتدای دستگاه های ذخیره سازی انبوه رایانه ای جدا شده مانند دیسک های ثابت یا درایوهای قابل جابجایی است که برای استفاده با سیستم های سازگار با IBM PC و فراتر از آن در نظر گرفته شده است.
مفهوم MBR در سال 1983 با رایانه شخصی DOS 2.0 به صورت عمومی معرفی شد. MBR اطلاعاتی درمورد چگونگی ساماندهی پارتیشن های منطقی ، حاوی سیستم های پرونده در آن رسانه در اختیار دارد. MBR همچنین حاوی کد اجرایی است تا بتواند به عنوان لودر سیستم عامل نصب شده عمل کند - معمولاً با انتقال کنترل به مرحله دوم لودر یا در رابطه با ضبط حجم بوت هر بخش (VBR). این کد MBR معمولاً به عنوان یک بوت لودر شناخته می شود.
سازماندهی جدول پارتیشن در MBR حداکثر فضای ذخیره سازی آدرس دهی دیسک تقسیم شده را به 2 TiB (512 tes 232 بایت) محدود می کند. رویکردها برای افزایش اندک این حد با فرض اینکه حسابهای 33 بیتی یا بخشهای 4096 بایت به طور رسمی پشتیبانی نمی شوند ، زیرا آنها به طور کلی سازگاری با بارگیرهای موجود و اکثر سیستم عاملها و ابزارهای سازگار با MBR را خراب می کنند و می توانند هنگام استفاده در خارج باعث خرابکاری جدی داده شوند. محیطهای کاملاً کنترل شده سیستم. بنابراین ، طرح پارتیشن بندی مبتنی بر MBR در مرحله حذف شدن توسط طرح پارتیشن GUID (GPT) در رایانه های جدید است. یک GPT می تواند با MBR همزیستی باشد تا بتواند برخی از اشکال محدود سازگاری به عقب را برای سیستمهای قدیمی فراهم کند.
MBR ها در رسانه های غیرشخصی مانند فلاپی ها ، ابرفلاپ ها یا سایر دستگاه های ذخیره سازی که برای انجام چنین رفتارهایی تنظیم شده اند ، وجود ندارند.

## تفاوت mbr و gpt
تکنولوژی mbr یک تکنولوژی قدیمی است که به نسبت سخت افزارهای موجود دارای محدودیت های زیادی میباشد. در اواخر دهه 90 میلادی شرکت اینتل  یک سیستم جدید برای کامپیوترها طراحی کرد که محدودیت های موجود در mbr را نداشته باشد. مدل EFI به نسبت BIOS که از MBR استفاده میکرد دارای مزیت های فراوانی بود و تقریبا تمامی کامپیوترهای جدید از این مدل استفاده مینمایند. مهمترین تفاوت بین GPT و MBR در این است که شما دیگر محدودیت در حجم یک پارتیشن نخواهید داشت و میتوانید پارتیشن هایی با ظرفیت دلخواه ایجاد نمایید. همچنین در GPT محدودیت تعداد پارتیشن اصلی (Primary) برداشته شده است بصورتیکه در MBR شما نهایتا میتوانستید 4 پارتیشن اصلی ایجاد کنید اما در GPT این محدودیت وجود نخواهد داشت. یک تفاوت دیگر در این است که محل قرار گیری رکورد بوت دیگر الزاما در اولین رکورد هارد دیسک شما نیست و یک پارتیشن EFI ایجاد خواهد شد که این پارتیشن در هر نقطه هارد دیسک شما میتواند وجود داشته باشد و اطلاعات مربوط به بوت کردن سیستم عامل درون آن قرار دارد.

## منبع
تفاوت MBR و GPT در پایگاه آموزش کاربردی لینوکس
- مشارکت‌کنندگان ویکی‌پدیا. «Master_boot_record». در دانشنامهٔ ویکی‌پدیای انگلیسی، بازبینی‌شده در ۷ ژوئیه، ۲۰۲۰.